# Fulkahi
Fulkahi (nep. फुल्काही) – gaun wikas samiti we wschodniej części Nepalu w strefie Sagarmatha w dystrykcie Saptari. Według nepalskiego spisu powszechnego z 2001 roku liczył on 752 gospodarstw domowych i 4106 mieszkańców (2038 kobiet i 2068 mężczyzn).